# Zwarte maandag (1360)
Zwarte maandag of het Beleg van Chartres vond plaats op paasmaandag 13 en 14 april 1360. Het was een veldslag tijdens de Honderdjarige Oorlog, toen de Engelsen de stad Chartres belegerden.

## Duiding
De Fransen hadden al verschillende slagen verloren en gebruikten de tactiek van de verschroeide aarde. Dauphin Karel V van Frankrijk had zich verscholen in Parijs en weigerde een open veldslag.
Koning Eduard III van Engeland vatte het plan op om de Kathedraal van Chartres te vernietigen, om zo Karel uit zijn kot te lokken. Op paasmaandag 13 april stond Eduard III met tienduizend man voor de poorten van de stad.
Die nacht trok het Engelse leger buiten Chartres zijn kamp op in een open vlakte. Er brak een plotselinge storm uit en de bliksem sloeg toe, waarbij verschillende mensen omkwamen. De temperatuur daalde dramatisch en enorme hagelstenen samen met ijskoude regen begonnen de soldaten te bekogelen en de paarden te verspreiden. Twee van de Engelse leiders werden gedood en er ontstond paniek onder de troepen, die zich niet konden beschermen tegen de storm. In een kwartier tijd doodden de intense kou en de gewelddadige storm bijna duizend Engelsen, en 6000 paarden. Onder de doden bevond zich Guy de Beauchamp, de oudste zoon van Thomas de Beauchamp, een van de trouwe metgezellen van Eduard III.
Eduard was ervan overtuigd dat het fenomeen een straf van God was. Op het hoogtepunt van de storm zou hij van zijn paard zijn afgestapt en zijn geknield in de richting van de Onze-Lieve-Vrouwekathedraal van Chartres; hij beloofde vrede te sluiten en met de Fransen te onderhandelen. De volgende dag trok hij zijn leger terug.
Drie weken later, op 8 mei 1360, werd het Verdrag van Brétigny ondertekend, wat het einde betekende van de eerste fase van de Honderdjarige Oorlog.